# Каскадная ответственность
Каскадная ответственность —  особый режим ответственности в сфере СМИ и интернета.

## Франция
Институт каскадной ответственности был введён во Франции Законом 1881 года о свободе прессы. Он устанавливает для противозаконных публикаций, кто является основным субъектом преступления и также, в первую очередь ответственен, за соответствующий гражданско-правовой деликт, а кто является лишь (акцессорным) соучастником преступления, а по гражданско-правовому деликту отвечает лишь субсидиарно.
Согласно ст. 42 Закона 1881 года это в первую очередь ответственный редактор (directeur de publication), а если его невозможно привести к ответственности, то автор, в третьей же очереди издатель, а в четвёртой дистрибьюторы.
В 1985 году поправкой в Закон 1982 года о аудиовизуальных коммуникациях была внесена ст. 93-3, вводящая аналогичную систему каскадной ответственности в сфере телевидения и кино. С 2003 года французская судебная практика применяет каскадную ответственность по Закону 1985 года и к публикациям в интернете. Однако известный как HADOPI1 закон 2009 года (ст. 27) внёс очередную поправку в Закон о аудиовизуальных коммуникациях, исключив такую ответственность провайдера на случай, когда его пользователь осуществляет незаконную публикацию без ведома провайдера.

## Бельгия
Бельгия имеет систему, схожую с французской, но в первую очередь несёт ответственность автор, а не ответственный редактор.

## Германия
В Германии существует институт привилегии провайдеров. Тогда как согласно § 7 TMG контент-провайдеры (поставщики услуг, дающие доступ к собственной информации) в полной мере несут ответственность в силу законов, предусматривающих такую ответственность, провайдеры доступа (поставщики услуг, передающие чужую информацию) в общем случае не несут ответственность в связи с такой информацией (§ 8 TMG), а хостинг-провайдеры (поставщики услуг, обеспечивающие хранение чужой информации) отвечают лишь если знали о размещении у них информации противоправно (§ 10 TMG).
Вместе с тем, согласно § 7 Abs. 2 S. 2 TMG, хостинг-провайдеры и провайдеры доступа остаются обязаны к удалению информации или закрытию доступа к ней, когда это предусмотрено законами. Из этого делается вывод, что привилегирование провайдеров относится только к требованиям о возмещении вреда, но не к ответственности из негаторного иска.
В 2015 году Верховный суд ФРГ постановил, что провайдер доступа может быть обязан негаторным иском осуществить блокировку сайта с нелегальным контентом по IP или URL лишь тогда, когда правонарушение невозможно эффективно пресечь, привлекая к ответственности провайдера контента или хостинга. В данном случае пираты, поддерживающие ресурс goldesel.to, использовали российского хостинг-провайдера.